# Onze-Lieve-Vrouw van Lourdeskapel (Nosbeek)

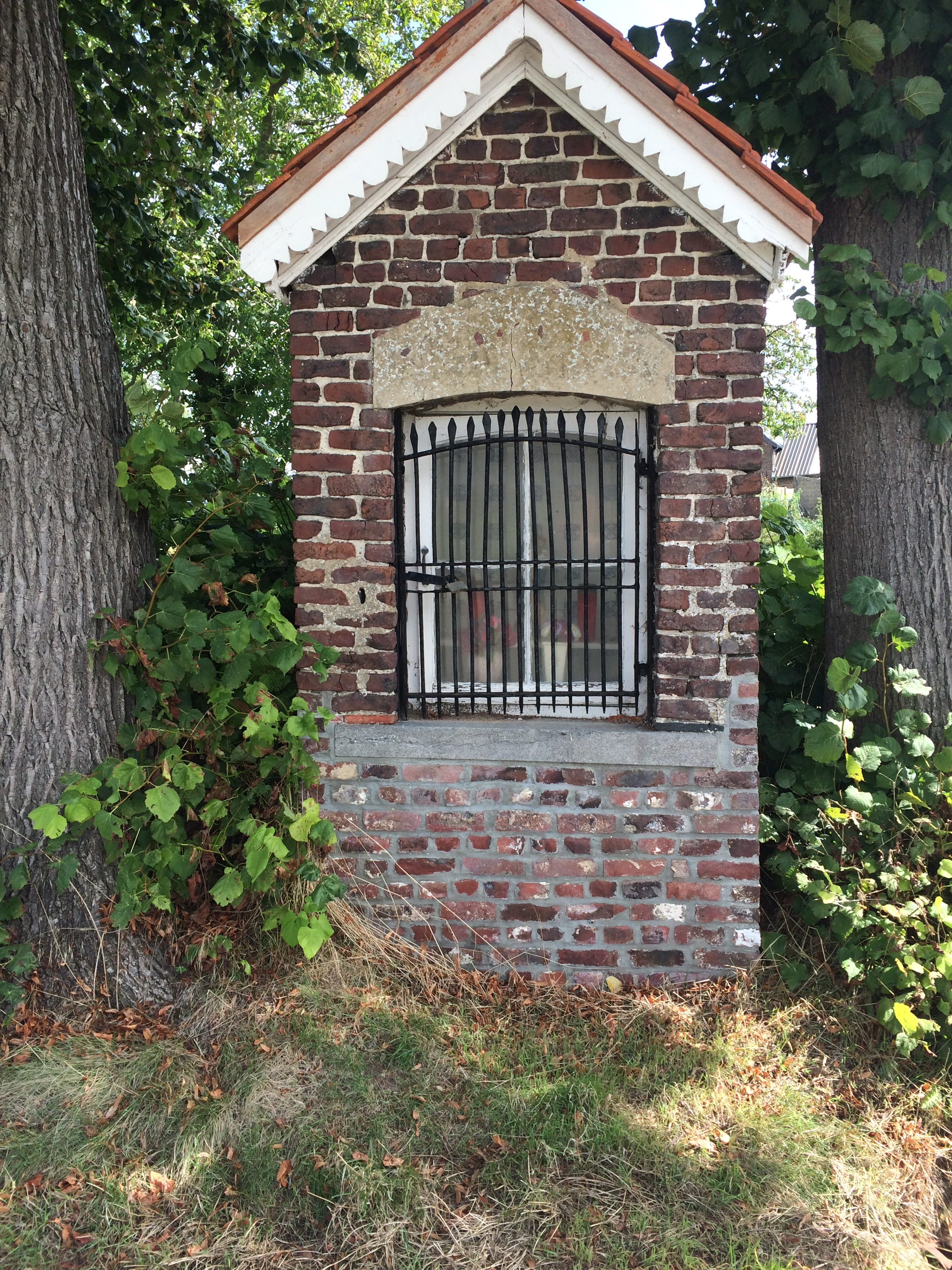
Onze-Lieve-Vrouw van Lourdeskapel - Dedobbeleerstraat-Oudenakenstraat

De Onze-Lieve-Vrouw van Lourdeskapel is een kapel, gelegen te Sint-Pieters-Leeuw, op de hoek van de J. Dedobbeleerstraat en de Oudenakenstraat
Deze niskapel is een kapel gewijd aan OLV van Lourdes, ze wordt ook kapel van Nosbeek genoemd. De kapel is opgericht als dank toen een lid van de familie Speeckaert zich vrij van dienstplicht lootte.